# 윌리엄 로드
윌리엄 로드(William Laud, 1573년 10월 7일~1645년 1월 10일)은 17세기 영국성공회의 성직자이다. 찰스 1세의 측근이었지만 국회에 의해 전쟁 책임을 지고 처형되었다.찰스 디킨스는 그가 쓴 《영국사 산책》에서 윌리엄 로드가 죄인들의 귀를 자르고 코를 베기 좋아했던 포악한 인물이라고 평가했다.

## 경력

### 예전의 통일
직물 업자의 아들로 태어나 옥스퍼드 대학교에서 신학을 전공하였다. 윌리엄 로드는 영국 성공회의 개혁과 기독교의 통합에 대한 열망을 가지고 있었던 신학자였다.
1633년에는 캔터베리 대주교에 임명되었다. 찰스 1세의 로마 가톨릭 옹호정책을 지지했다. 그는 주일에 운동과 게임하는 것을 〈오락 포고령〉(Declaration of Sports,1618)이라는 법으로 권장했으며 성공회 예전의 기준인 성공회 기도서의 준수와 감사성찬례형식의 통일, 성직자 통제 정책을 추진했다. 로마 가톨릭교회의 예전과 유사한 형식을 강요하였는데 이에 대해 개신교인들은 로마 가톨릭에 대한 강요라며 반발했다.
성직자 세속의 문제에 대해 적극적인 관여를 하고 이것에 관련된 규정을 국민들에게 지키도록 하였다. 이것에 대해서 성공회의 예전, 예복, 주교제가 로마 가톨릭 교회를 모방한 것이라며 불만을 갖고 있던 청교도등은 격렬하게 저항했지만, 고등 재판소가 이 항의를 철저하게 탄압하였다. 하지만 강경한 종교정책에 청교도 이외 귀족이나 상류 계급의 반감도 확대되었다.

### 개신교 탄압
그는 예전 문제에 반발하는 청교도들을 철저하게 탄압했다. 그에 의해 소환된 청교도들은 코나 귀를 베이거나, 채찍으로 맞았고 얼굴에 SS(선동 유포자 'sower of Sedition)라는 낙인이 찍히기도 했다. 로드는 대주교로서 국교의 양식에 따르지 않는 자들을 체포하고 투옥시키는 권력 행사를 하였다. 그리고 심문을 하고 박해를 하기 위해서 악명높은 성실청(Star Chamber)이라는 법정을 사용하였다.이같은 박해 때문에 1629년과 1640년 사이에 약 2만여명의 청교도들이 박해를 피해 미국의 뉴잉글랜드로 떠났다. 이들 중에는 29명의 목사도 포함되었는데 본국의 형편이 호전되자 28명이 귀국하였다.

### 탄핵
1637년에는 로드의 의견을 수용한 찰스 1세가 영국 성공회의 기도서를 스코틀랜드 장로교의 예배때 사용할 것을 강요하자 1638년에 스코틀랜드에서 반란이 일어났다. 1640년 영국 국회에서 로드에 대해 전쟁 책임을 추궁하는 움직임이 일어나 로드는 탄핵이 되었고 반역죄에로 체포, 투옥되었다.
찰스 1세는 로드를 사면하려고 했지만 국회는 이것을 거절해 국왕과 국회의 대립은 심각해졌다. 1644년 로드에 대한 재판이 시작되었지만 그를 유죄로 단죄 할 수 있는 결정적인 증거가 부족하여 무리한 재판일수밖에 없었다. 국회에서는 로드 대주교를 살려 두면 왕당파들이 국회를 탄압할 것을 우려해 처형을 결정하였다.
이듬해인 1645년에 처형이 되었다.

## 같이 보기
- 캔터베리 대주교
- 성공회
- 라우디안주의